# RailML
RailML (Anglicky: Railway Markup Language) je otevřený formát pro výměnu dat na bázi XML pro interoperabilitu dat pro železniční aplikace.

## Úvod
RailML® (železniční značkovací jazyk) je společný formát pro výměnu informací, jenž vychází ze značkovacího jazyka XML a slouží k popisu specificky železničních dat. Jazyk railML tak umožňuje výměnu železničních dat mezi interními a externími železničními aplikacemi. Byl vyvinut v rámci tzv. „konsorcia railML“ prezentovaného na webu railML.org. Jedná se o otevřený výměnný formát s licencí Creative Commons (pro využívání a stahování schémat railML je vyžadována bezplatná registrace k přístupu k railML). Modelovým jazykem railML je UML a jeho dokumentace je v angličtině.

## Historie
Značkovací jazyk railML vznikl na počátku roku 2002 z podnětu organizace Fraunhofer-IVI působící v Drážďanech (Německo) a curyšské ETH Zürich (Švýcarsko) jako odezva na přetrvávající obtíže provázející propojování nejrůznějších železničních IT aplikací. Výměna dat souvisejících například s provozními systémy, řízením návěstních systémů, simulacemi nebo plánováním infrastruktury atd. byla časově velice náročná a byla možná pouze díky řadě specializovaných rozhraní, která železničním společnostem přinášela problémy s náklady. Značkovací jazyk railML se snaží poskytnout snadný a praktický, sebepopisující formát, jenž se blíží stávajícím standardům. V průběhu diskusí se mění a přizpůsobuje potřebám manažerů infrastruktury (IM) a železničních podniků (RU). Do této chvíle byly vydány verze 1.0, 1.1, 2.0 až 2.4, které si uživatelé mohou stáhnout a aktivně využívat. Vyvíjena je nová verze railML V 3 (nový topologický model a další vylepšení), která bude vydána na jaře 2019.

## Schémata
Značkovací jazyk railML je založen na jazyce XML a některé jeho dílčí části využívají stávající schémata XML, například MathML a GML. Sám se skládá  z dílčích schémat. V současnosti se aktivně využívají čtyři:
- Infrastruktura pro (především topologický) popis tratí a návěstních zařízení
- Kolejová vozidla pro popis vozidel
- Jízdní řády pro popis jízdních řádů
- Zabezpečení (interlocking) pro popis systémů návěštění

## Konsorcium railML.org
Hnacím motorem rozvoje značkovacího jazyka railML je railML.org – iniciativa a rozvojové partnerství nezávislých společností, organizací a evropských železnic (například: ADIF (Španělsko), SBB (Švýcarsko), DB (Německo), SNCF Réseau (Francie), Infrabel (Belgie), Jernbanedirektoratet a Bane NOR (Norsko), ÖBB (Rakousko), Správa železnic (Česko) atd.). Pravidelných půlročních konferencí a online diskusních fór se však může volně účastnit a zapojit se tak do rozvoje jazyka railML a výměny zkušeností kdokoli.